# Алексије Ласкарис
Алексије Ласкарис (грчки: Ἀλέξιος Λάσκαρις; умро после 1224) је био брат никејског цара Теодора I Ласкариса. Са братом Исаком, уз помоћ војске латинског цара, покушао је подићи побуну против Теодоровог наследника, Јована III Дуке Ватаца, 1244. године.

## Породица
Алексије је био један од шесторице синова Манојла Ласкариса (рођен око 1140) и Јоване Карацаине (рођена око 1148). Имао је петорицу браће: Манојла (умро после 1256), Михаила (умро 1261/1271), Ђорђа, Константина (умро после 19. марта 1205), Теодора I и Исака. Вилијам Милер је сматрао да је сестра Алексија и његове браће и супруга Марка I Сануда. Ова претпоставка заснива се на његовој интерпретацији неких италијанских историјских извора. Михаило Димитрије Стурдза одбацио је ову претпоставку у свом Dictionnaire historique et Généalogique des grandes familles de Grèce, d'Albanie et de Constantinople из 1983. године, будући да она нема потврде у грчким изворима.

## Биографија
Алексије је био један од шесторице браће цара Теодора I Ласкариса. Носио је титулу севастократора током Теодорове владавине. Ову титулу носили су рођаци владајућег цара. Када је Теодор I умро новембра 1221. године, није имао мушке деце, те га је наследио супруг његове најстарије ћерке, Јован III Ватац. Питање Јованових права оспорио је Алексије, и његов брат Исак, који је такође носио титулу севастократора. Они су пребегли у Латинско царство, одводећи са собом Теодорову ћерку Евдокију. Непосредно пред своју смрт, Теодор је уговарао брак Евдокије и латинског цара Роберта Куртенеа. На овим преговорима браћа су заснивала своју претпоставку да ће им латински цар помоћи у борби против Јована Ватаца. Двојица старије браће, Михаило и Манојло, такође су побегли из Никеје током Јованове владавине, могуће због својих контаката са Исаком и Алексијем, али су се касније вратили у Никеју, током владавине Јовановог сина Теодора II Ласкариса.
Роберт је примио браћу на свој двор, будући да су му били рођаци, преко брака Теодора Ласкариса и цареве сестре Марије. Исак и Алексије предводили су 1224. године латинску војску против Ватаца. Војске су се сусреле код Поиманенона 1224. године. Ватац је однео одлучну победу. Латинска војска је поражена у тешкој бици, а обојица браће су заробљена. Ватац је освојио већи број латинских тврђава у Малој Азији. Исак и Алексије су након пораза код Поманенона ослепљени. Њихова даља судбина није позната.